# Bonincontro di Giovanni d'Andrea

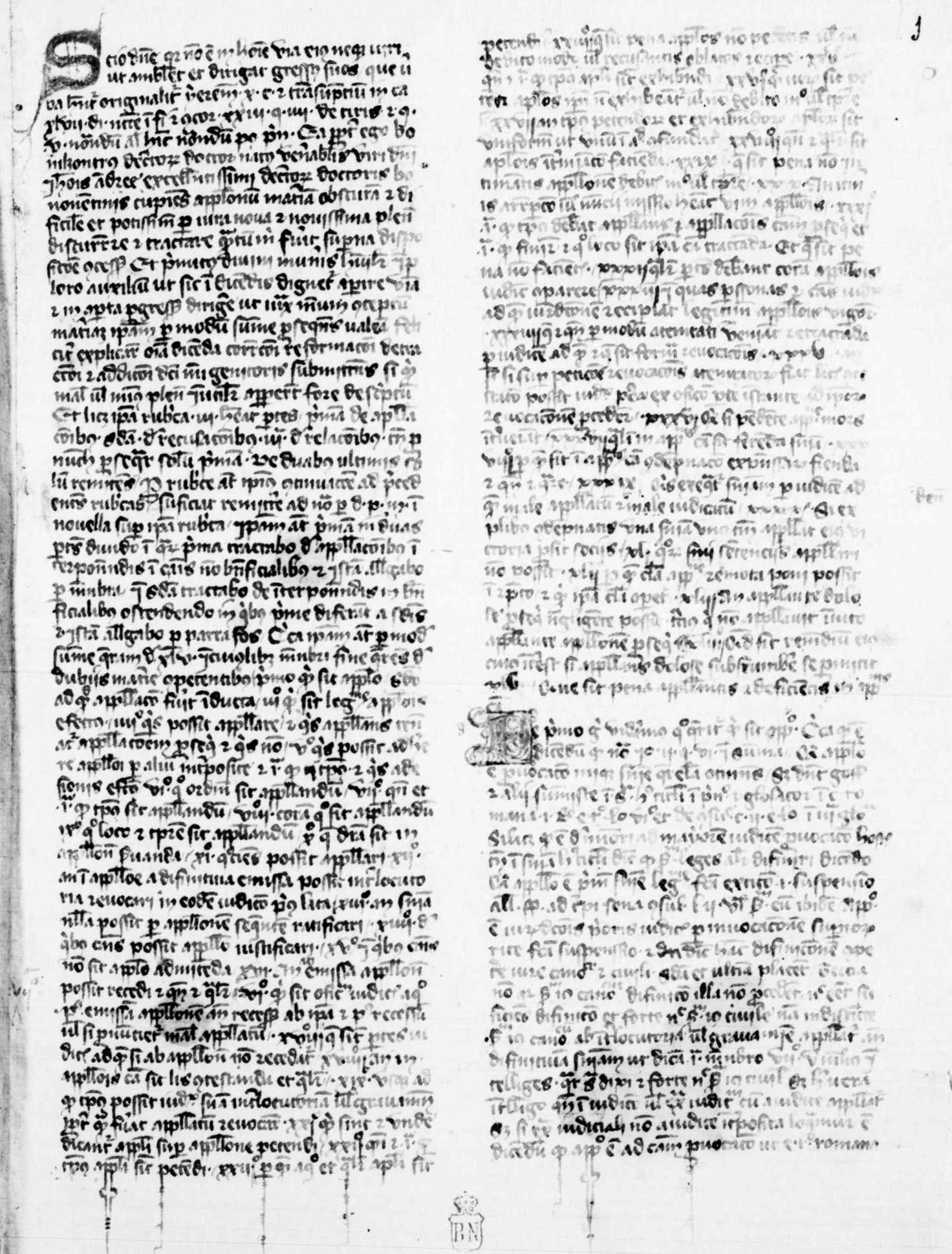
Tractatus de appellationibus, manoscritto, XIV secolo

Bonincontro di Giovanni d'Andrea, latinizzato come Bonincontrus Iohannis Andreae, Bonincontrus, Bonicotus, Bonicontius, Bonincotus (seconda metà del XIII secolo – 16 giugno 1350), è stato un giurista italiano attivo dal 1309 al 1350.

## Biografia
Seguendo le orme del padre, il canonista Giovanni d'Andrea, conseguì il dottorato, nel 1309, in diritto civile e subito dopo in diritto canonico. Prese parte della vita comunale bolognese ricoprendo il ruolo di membro della commissione, al fianco del cognato Filippo Formaglini, a cui era demandato l'esame dei beni dei cittadini banditi.
In quegli anni, si affermò al potere la famiglia Pepoli la quale contava numerosi avversari: tra di essi compare anche Bonincontro, che prese parte della congiura escogitata nel marzo del 1338 da Muzzarello da Cuzzano e che venne scoperta prima di essere messa in atto. Bonincontro in questa occasione, insieme a tanti altri oppositori, riuscì a sfuggire, a differenza di Mengozzo Ghislieri che venne catturato; dal verbale dell'interrogatorio di quest'ultimo emerge la volontà della signoria di una pena esemplare.
Le notizie relative a Bonincontro non forniscono notizie del luogo o della professione svolta dallo stesso dopo la fuga da Bologna prima di ritrovarlo a Padova, nel 1347 circa, come sindaco dell'universitas dei giuristi, mentre l'anno seguente risulta essere decretorum doctor per lo studio patavino nonché membro della commissione per le prove di dottorato.
Qualche anno più tardi, nel 1350, con Ranieri Cattani di Castel San Pietro progettò una seconda congiura contro i Pepoli; il piano prevedeva l'uccisione di Iacopo e Giovanni Pepoli per mano dei due e dell'invasione nel comune di Bologna dell'esercito del conte di Romagna. Per l'ennesima volta il complotto venne smascherato prima dell'avvenimento, portando all'uccisione dei due.
Della vita privata di Bonincontri poche sono le informazioni al riguardo: risulta essere sposato nel 1321 con Margherita Lustignani, dalla quale ebbe una figlia, Mea. Il padre, Giovanni d'Andrea, morto prima dell'uccisione del figlio, aveva lasciato come eredi universali, a lui e al fratello Federico, il proprio patrimonio.

## Opere
- Tractatus de appellationibus, in Repetitiones super libro Decretorum, Venezia, 1496.[2]
- Tractatus de accusationibus et inquisitionibus, in Repetitiones super libro Decretorum, Venezia, 1496.[2]
- Privilegiis et immunitate clericorum
- De interdicto.[3]
- Tractatus Universi Iuris, Venezia, 1584.
- Repetitiones super libro Decretorum, Venezia, 1496.

### Manoscritti
- Tractatus de appellationibus, XIV secolo, Madrid, Biblioteca Nacional de España, Manuscritos, MS 449 (antea C. 44),  ff.1r-32va.